# Fritzi Scheff
Friederike „Fritzi“ Scheff (* 30. August 1879 in Wien, Österreich-Ungarn; † 8. April 1954 in New York City, Vereinigte Staaten) war eine österreichisch-US-amerikanische Opernsängerin (Sopran) und Schauspielerin.

## Leben

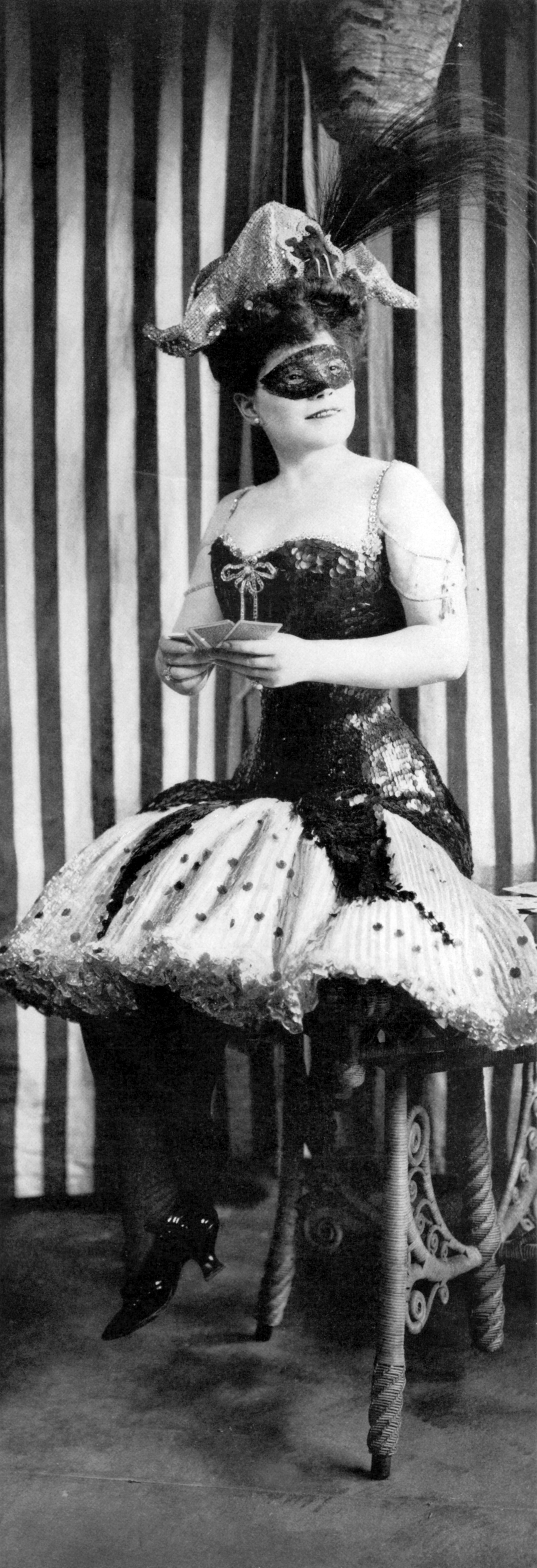
Fritzi Scheff als Fifi in Mlle. Modiste (1905)

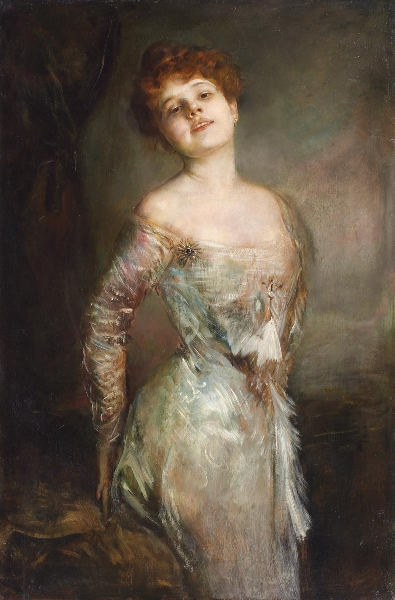
Fritzi Scheff, Porträt von Franz von Lenbach

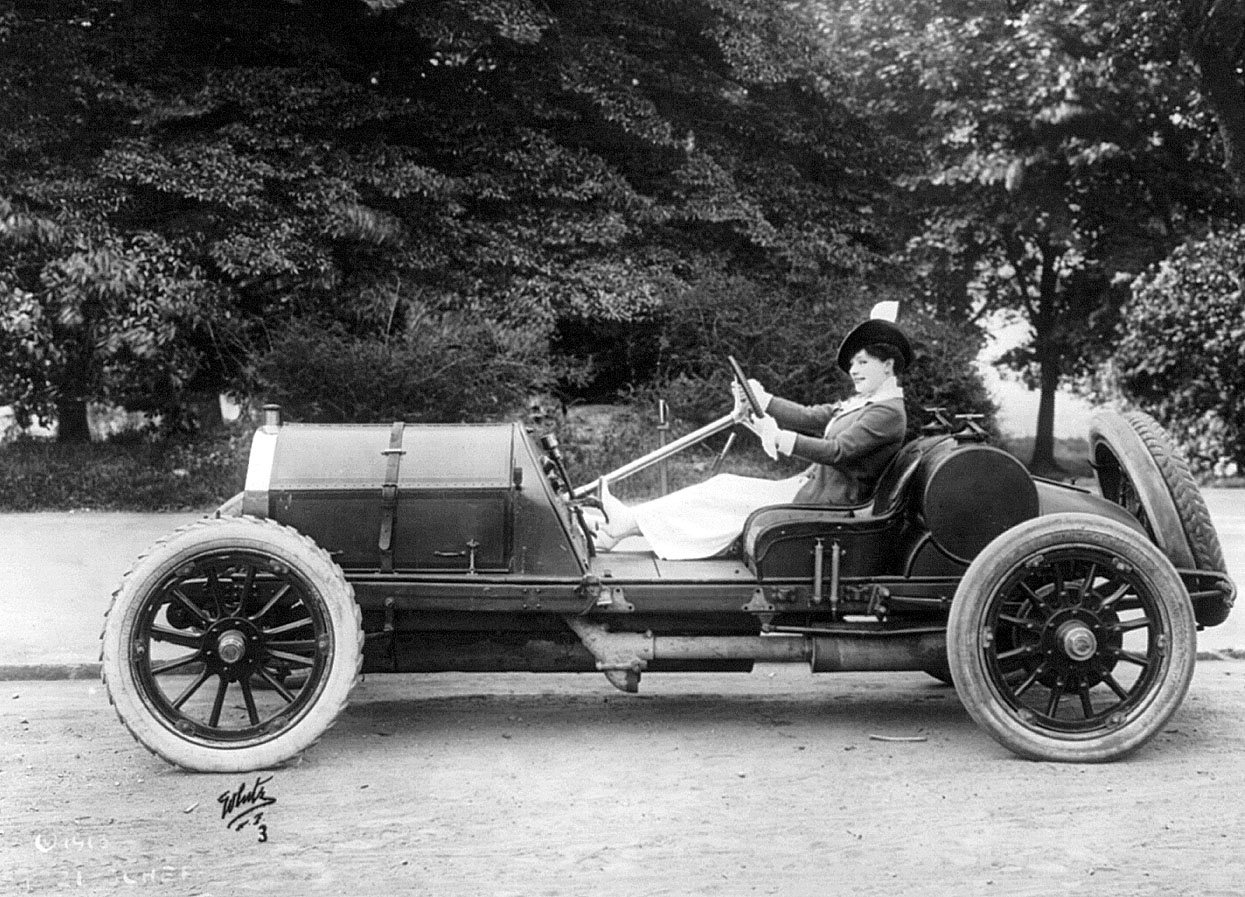
Fritzi Scheff am Steuer ihres Mercer Typ 35R Raceabout (1913)

Fritzi Scheff war eine Tochter der damals 17-jährigen Opernsängerin Anna Jäger und eines k. k. Regimentsarztes. Durch ihre Mutter kam sie früh zur Musik und erhielt eine Ausbildung in München, Wien, Dresden und dem Dr. Hoch’s Konservatorium in Frankfurt am Main. Im Jahre 1898 kam ihr Operndebüt als Marie in der Regimentstochter in München, und sie war drei Jahre lang an der Münchner Hofoper engagiert. Scheff, eine Sopranistin, die vor allem französische und italienische Opern sang, war zudem ein Jahr lang am Theater an der Wien engagiert und feierte große Erfolge an der Covent Garden Opera in London.
Ab dem Beginn des 20. Jahrhunderts (etwa ab 1900/01) spielte sie in etwa 30 Rollen an der Metropolitan Opera in New York City. 1904 gab sie ihre Opernkarriere auf und widmete sich dem Musical, wobei sie zu zahlreichen Broadway-Auftritten kam. So war sie unter anderem als Fifi in Charles Dillinghams Produktion der Victor-Herbert-Operette Mlle. Modiste im Einsatz. Zahlreiche weitere Broadway-Auftritte hatte sie unter anderem bis Mitte der 1910er Jahre. In den Jahren 1913 bis 1918 unternahm sie mit der Maurice Grau Opera Company eine Amerika-Tournee. In Zeiten des Ersten Weltkrieges bewarb sie unter anderem Kriegsanleihen, wie die Fifth Liberty Bonds.
1932 zog sich Scheff weitgehend aus dem Metier zurück und trat nur noch sporadisch im Radio, im Kabarett und bei der Weltausstellung 1939 in New York in Erscheinung. 1915 wirkte sie erstmals in einer Filmproduktion mit. In Pretty Mrs. Smith, basierend auf dem gleichnamigen Broadway-Stück, aus dem Jahre 1915 war sie in der Haupt- und Titelrolle der Pretty Mrs. Drucilla Smith zu sehen. Dies blieb ihre einzige Stummfilmproduktion. Nachdem sie Ende der 1920er Jahre wieder Auftritte am Broadway verzeichnen konnte, war sie von Mitte November bis Mitte Dezember 1948 im Stück Bravo! letztmals am Broadway zu sehen. An der Ostküste der Vereinigten Staaten trat sie in zahlreichen Theaterstätten auf, so unter anderem auch in Maine.
Ebenfalls in den 1940er Jahren konnte sie einige Fernsehauftritte verzeichnen. In der Musical-Komödie Follies Girl von Regisseur William Rowland aus dem Jahre 1943 spielte sie sich unter anderem selbst. 1947 sah man sie zudem unter der Regie von Emil-Edwin Reinert in L’Éventail. 1951 hatte sie einen Auftritt in Musical Comedy Time und 1953 einen weiteren Auftritt in der Serie Armstrong Circle Theatre. Des Weiteren lud man Scheff in Talkshows wie We, the People (ein Auftritt, 1949) oder The Ed Sullivan Show (vier Auftritte, 1949–1953), sowie in Dokumentationsserien wie This Is Your Life (ein Auftritt, 1954). Oftmals, vor allem in späteren Jahren, trat sie auch in Nachtclubs und Restaurants auf; auch im Vaudeville-Bereich war sie in späteren Jahren tätig. Am 8. April 1954 starb Scheff 74-jährig in New York City. Sie wurde am Kensico Cemetery in Valhalla, New York, beerdigt. Nach dem Tod des 1906 geborenen Schauspielers Truman Gaige im Jahre 2002 wurde dieser im selben Grab beerdigt.

### Ehen
Im Laufe ihres Lebens war Scheff dreimal verheiratet. Zum ersten Mal mit Baron Fritz von Bardeleben, dann mit dem Schriftsteller und Journalisten John Fox junior (1862–1919) und ab 1912 mit dem Schauspieler George Anderson (1886–1948). Alle drei Ehen endeten nach kurzer Zeit in einer Scheidung und blieben kinderlos.